# Hrestîteleve, Ciornobai
Hrestîteleve (în ucraineană Хрестителеве) este localitatea de reședință a comunei Hrestîteleve din raionul Ciornobai, regiunea Cerkasî, Ucraina.

## Demografie
Componența lingvistică a localității Hrestîteleve
     Ucraineană (98,52%)
     Alte limbi (0,99%)
Conform recensământului din 2001, majoritatea populației localității Hrestîteleve era vorbitoare de ucraineană (98,52%), existând în minoritate și vorbitori de alte limbi.